# Альфред Монтаг
Альфред Монтаг (нім. Alfred Montag; 15 червня 1918, Райтендорф — 18 листопада 1990, Бонн) — німецький офіцер, гауптман резерву вермахту (1 серпня 1943), оберстлейтенант бундесверу. Кавалер Лицарського хреста Залізного хреста з дубовим листям.

## Біографія
10 січня 1939 року вступив в 2-й артилерійський полк. Учасник Польської кампанії. В 1940 році переведений в 116-й артилерійський полк. Учасник Французької кампанії та Німецько-радянської війни. З 20 січня 1943 року — командир штабної батареї 909-го дивізіону штурмових гармат. Відзначився у боях на Курській дузі і на Дніпрі. З 10 листопада 1943 року — командир батареї 116-го танкового артилерійського полку, з яким бився під Гомелем. З 5 січня 1944 року — командир 2-ї батареї 909-ї бригади штурмових гармат. Відзначився у боях під Бобруйськом, потім — в Курляндії. З 21 січня 1945 року — командир 341-ї бригади штурмових гармат, яка діяла на Заході. В травні 1945 року здався союзникам. 11 червня 1957 року вступив в бундесвер. 31 березня 1974 року вийшов у відставку.

## Нагороди
- Залізний хрест
  - 2-го класу (30 липня 1941)
  - 1-го класу (11 лютого 1942)
- Нагрудний знак «За участь у загальних штурмових атаках»
  - 1-го ступеня (20 січня 1942)
  - 3-го ступеня «50» (20 травня 1944)
- Медаль «За зимову кампанію на Сході 1941/42» (8 серпня 1942)
- Нагрудний знак «За поранення»
  - в сріблі (15 червня 1943)
  - в золоті (15 серпня 1943)
- Німецький хрест в золоті (3 серпня 1943)
- Сертифікат Пошани Головнокомандувача Сухопутних військ Вермахту (27 вересня 1943)
- Почесна застібка на орденську стрічку для Сухопутних військ (19 січня 1944)
- Лицарський хрест Залізного хреста з дубовим листям
  - лицарський хрест (21 квітня 1944)
  - дубове листя (№873; 9 травня 1945)